# Белая революция

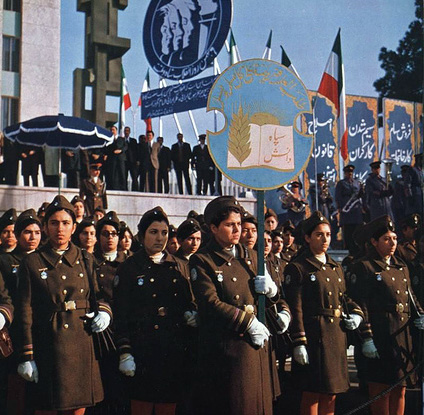
Женский образовательный корпус

«Белая революция» (перс. انقلاب سفید‎) — комплекс политических и социально-экономических реформ, проводившихся в Иране шахом Мохаммедом Реза Пехлеви с января 1963 года по февраль 1979 года.
Комплект декретов включал 19 пунктов: реформы в аграрной сфере, а также в лесах и пастбищах, промышленные реформы, в просвещении, здравоохранении, национализацию водных ресурсов и другие. Масштаб задач был колоссальный и это происходило на фоне быстрого роста населения. Женщины были наделены избирательным правом, а влияние духовенства ограничено. Иран вышел на второе место в Азии по темпам экономического роста после Японии.
Недовольство части населения вестернизацией Ирана и сопротивление реформам со стороны консервативного шиитского духовенства вызвали глубокий государственный кризис, который завершился Исламской революцией в 1979 года, падением династии Пехлеви и ликвидацией монархии в стране.

## Предпосылки
«Белая революция» была обусловлена как внутренними потребностями осовременивания страны, так и настойчивым давлением США: президент Джон Кеннеди считал, что американская помощь союзникам не может заменить внутренних преобразований в этих странах. Поскольку большая часть господствующего класса, связанная с полуфеодальным землевладением, не желала изменений, шах распустил Меджлис и проводил реформы своими декретами.

## Реформы
Белая революция состояла из 19 пунктов, которые вводились в течение 16 лет. Первые 6 пунктов были введены 9 января 1963 года и вынесены на общенациональный референдум 26 января 1963 года:
1. Программа земельной реформы и отмена феодализма: правительство принудительно выкупило землю во время иранской земельной реформы[англ.] у феодальных землевладельцев по цене, которая считалась справедливой, и продало её крестьянам на 30% ниже рыночной стоимости, с выплатой кредита в течение 25 лет по очень низким процентным ставкам. Это позволило 1,5 миллионам крестьянских семей, которые когда-то были чуть ли не рабами, стать владельцами земель, которые они возделывали всю свою жизнь. Учитывая, что средний размер крестьянской семьи составлял 5 человек, программа земельных реформ принесла свободу примерно 9 миллионам человек, или 40% населения Ирана.
2. Национализация лесов и пастбищных угодий:[4] Было принято множество мер не только для защиты национальных ресурсов и прекращения уничтожения лесов и пастбищных угодий, но и для их дальнейшего развития и возделывания. В 26 регионах было высажено более 9 миллионов деревьев, что позволило создать «зелёные пояса» площадью 70 000 акров (280 км²) вокруг городов и на границах основных автомагистралей.
3. Приватизация государственных предприятий:[4] продажа акций производственных предприятий и фабрик населению и старым феодалам, что привело к появлению совершенно нового класса владельцев фабрик, которые теперь могли способствовать индустриализации страны.
4. Распределение прибыли для промышленных рабочих на предприятиях частного сектора: фабричные рабочие и служащие получают 20% чистой прибыли предприятий, на которых они работают, и получают премии за повышение производительности или снижение затрат.
5. Предоставление права голоса женщинам, которые ранее не пользовались этим правом[4]. Эта мера подверглась критике со стороны некоторых представителей духовенства.
6. Создание Корпуса грамотности, в котором призывники, имевшие аттестат зрелости, могли служить своей стране в качестве солдат, борясь с неграмотностью в деревнях[4]. В 1963 году примерно 2/3 населения были неграмотными, а 1/3 проживала в основном в столице Тегеране.